# Districtul Khura Buri
Khura Buri (în thailandeză คุระบุรี) este un district (Amphoe) din provincia Phang Nga, Thailanda, cu o populație de 23.308 locuitori și o suprafață de 797,1 km².

## Componență
The district Khura Buri este subdivizat în 4 subdistricte (tambon), care sunt subdivizate în 33 de sate (muban).
| Nr. | Nume          | În thailandeză | Sate | Locuitori |  |
| 1.  | Khura         | คุระ            | 12   | 11,572    |  |
| 2.  | Bang Wan      | บางวัน          | 9    | 6,717     |  |
| 3.  | Ko Phra Thong | เกาะพระทอง     | 4    | 998       |  |
| 5.  | Mae Nang Khao | แม่นางขาว       | 8    | 4,021     |  |

||
|}
The missing number 4 was assigned to tambon Ko Kho Khao, which was transferred to Takua Pa district.